# Son of My Father
Son of My Father är en poplåt komponerad av Giorgio Moroder. Den gavs först ut med tysk text under titeln "Nachts scheint die Sonne" av Michael Holm som också skrev den tyska texten. Moroder gav ut låten som singel i Tyskland 1971 med engelsk text av Pete Bellotte, först som b-sida, men 1972 även som a-sida. Giorgios version av låten blev bara en mindre framgång i de flesta länder, men lyckades nå plats 46 på Billboardlistan i USA. I Danmark blev Giorgios version också populär och gick in på Danmarks Radios "Top Ti"-lista. Låten blev en stor internationell hitsingel först då den engelska popgruppen Chicory Tip spelade in den 1972. Låten var en tidig synthlåt då en moog spelad av Chris Thomas utgör en viktig del av ljudbilden.

## Listplaceringar, Chicory Tip
| Lista (1972)   | Position               |
| -------------- | ---------------------- |
| Australien     | 12 (Go Set)            |
| Belgien        | 1                      |
| Finland        | 12                     |
| Frankrike      | 50                     |
| Irland         | 3                      |
| Nederländerna  | 4                      |
| Norge          | 4 (VG-lista)           |
| Nya Zeeland    | 1 (NZ Listner)         |
| Spanien        | 1                      |
| Storbritannien | 1                      |
| Sverige        | 1 (Kvällstoppen)       |
| Sverige        | 1 (Tio i topp)         |
| USA            | 91 (Billboard Hot 100) |
| Västtyskland   | 18                     |